# Horsens
Horsens è una città danese situata nella regione dello Jutland Centrale. La città è il capoluogo del comune omonimo.
La città è situata nella parte orientale dello Jutland circa 20 km a su di Skanderborg.

## Geografia
Horsens si affaccia sulla baia omonima, il centro storico si trova a nord del percorso del fiume Bygholm Å che prima di sfociare nella baia forma il lago Bygholm Sø. A nord del centro abitato il fiume Store Hanstedå forma una zona di laghi chiamata Nørrestrand e compresa in una riserva naturale e poi sfocia nella baia transitando da uno stretto chiamato Stensballe Sund.